# Europäischer Tag des Notrufs 112

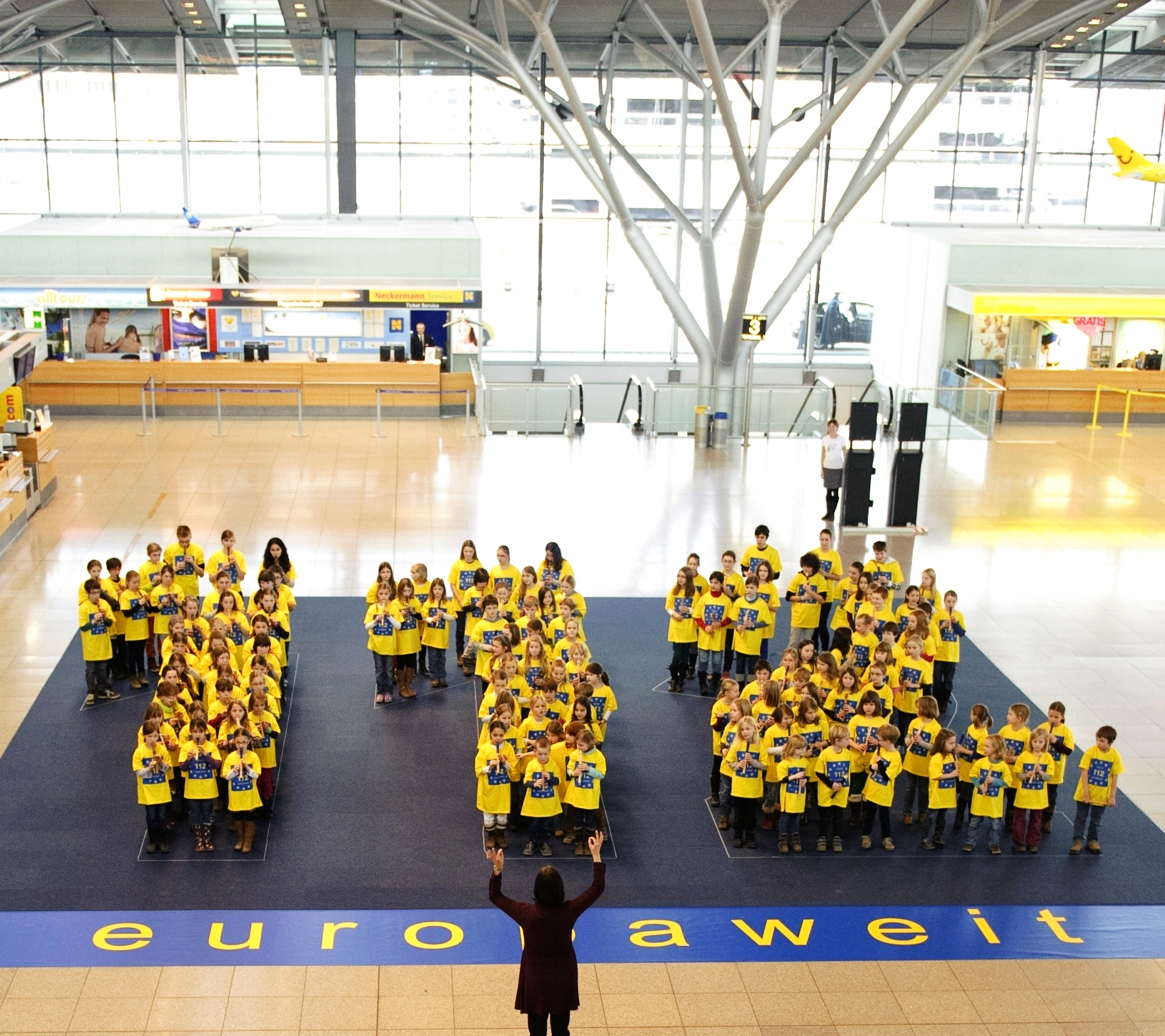

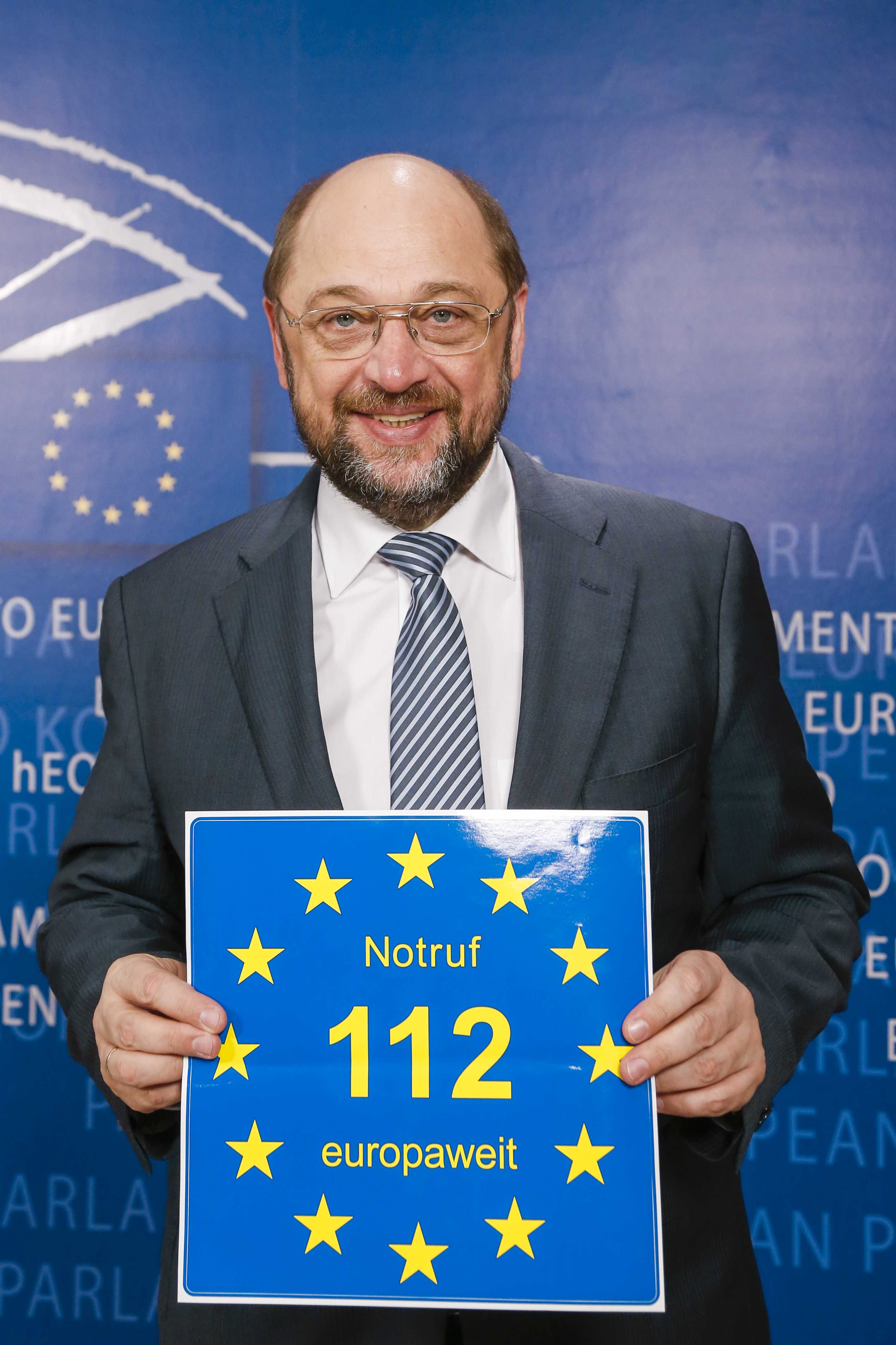
Der damalige Präsident des Europäischen Parlaments, Martin Schulz, wirbt für den europaweiten Notruf 112 (6. März 2013)

Der Europäischen Tag des Notrufs 112 ist ein jährlicher Aktionstag am 11. Februar,
der vom Europäischen Parlament, vom Rat der Europäischen Union und von der EU-Kommission im Jahr 2009 gemeinsam und aufgrund der im Datum enthaltenen Notrufnummer (11.2.) eingeführt wurde, um die europaweite Gültigkeit des Euronotrufs 112 sichtbarer und die Vorteile der europaweiten Notrufnummer bekannter zu machen. Der Impuls für die Einführung eines Euronotruftages kam aus dem Europäischen Parlament und wurde dort bereits im Umfeld der Vorbereitung der Erklärung des Europäischen Parlaments zur Europäischen Notrufnummer vom 25. September 2007 diskutiert.
Die Notwendigkeit, die europaweite Notrufnummer bekannter zu machen, wurde durch das Flash Eurobarometer 228 vom Februar 2008 bestätigt: Im EU-Durchschnitt war 22 % der Bevölkerung bekannt, dass die 112 EU-weit gilt. In Deutschland waren dies nur 12 %. Der niedrige Bekanntheitsgrad der europaweiten Gültigkeit der 112 bestätigte sich 2009 (EU-Durchschnitt 24 %, Deutschland 16 %) und 2010 (EU-Durchschnitt 25 %, Deutschland 18 %) bei einem geringen absoluten Anstieg. Der Bekanntheitsgrad als EU-weite Notrufnummer nahm bis zum Februar 2013 im EU-Durchschnitt auf 27 % zu und betrug in Deutschland 17 %. Deutschland liegt damit für 2013 auf dem viertletzten Platz vor Großbritannien (13 %), Griechenland (7 %) und Italien (5 %). Der Bekanntheitsgrad als EU-weite Notrufnummer ist in Polen (57 %), der Slowakei (55 %) und Finnland (54 %) am höchsten. In Österreich ist er mehr als doppelt hoch (37 %) wie in Deutschland.
Durch die zunehmende Bekanntheit der 112 als gemeinsame Notrufnummer entwickelt sie sich zum gemeinsamen Symbol für Hilfe in Notfällen und gleichzeitig zum Symbol für die Europäische Union.

## Hintergrund
Der europaweite Notruf 112 wurde 1991 eingeführt, um – zusätzlich zu den nationalen Notrufnummern – eine einheitliche Notrufnummer in allen EU-Mitgliedstaaten verfügbar zu machen und Notdienste insbesondere für Reisende leichter erreichbar zu machen. Seit 1998 müssen die Mitgliedstaaten gemäß den einschlägigen EU-Vorschriften gewährleisten, dass alle Nutzer von Festnetz- und Mobiltelefonen die Nummer 112 gebührenfrei anrufen können. Seit 2003 müssen die Telekommunikationsbetreiber den Rettungsdiensten Informationen zum Standort des Anrufers übermitteln, um ein rasches Auffinden von Unfallopfern zu ermöglichen.
Im Übrigen ist es auch die Aufgabe der Mitgliedstaaten, die Nummer 112 bei den Bürgern besser bekannt zu machen.
Um die tatsächliche Einführung des Notrufs 112 zu gewährleisten, hat die EU schon 17 Vertragsverletzungsverfahren gegen fünfzehn Länder eingeleitet, weil entweder die Nummer 112 nicht verfügbar war oder Angaben zum Anruferstandort nicht übermittelt wurden oder die Anrufe nicht angemessen bearbeitet wurden. Die meisten Verfahren konnten allerdings eingestellt werden, nachdem Abhilfemaßnahmen getroffen wurden.
Während der Notruf 112 häufig die nationalen Notrufnummern ergänzt, haben Dänemark, Finnland, die Niederlande, Portugal, Schweden und Rumänien beschlossen, die 112 zu ihrer hauptsächlichen nationalen Notrufnummer zu machen. In anderen Ländern ist die 112 die einzige Rufnummer für einen bestimmten Notdienst (z. B. in Estland und Luxemburg für Krankenwagen bzw. Feuerwehr).
Seit Dezember 2008 sind die Notrufdienste aus allen Fest- und Mobilfunknetzen überall in der Europäischen Union gebührenfrei unter der einheitlichen Notrufnummer 112 erreichbar.